# Microrregión de Alta Floresta
La microrregión da Alta Floresta es una de las microrregiones del estado brasilero de Mato Grosso perteneciente a la mesorregión Norte Mato-Grossense. Su población fue estimada en 2006 por el IBGE en 90.169 habitantes y está dividida en seis municipios. Posee un área total de 52.590,000 km².

## Municipios
- Alta Floresta
- Apiacás
- Carlinda
- Nova Bandeirantes
- Nova Monte Verde
- Paranaíta

- Datos: Q2597107